# Ivan Ribar

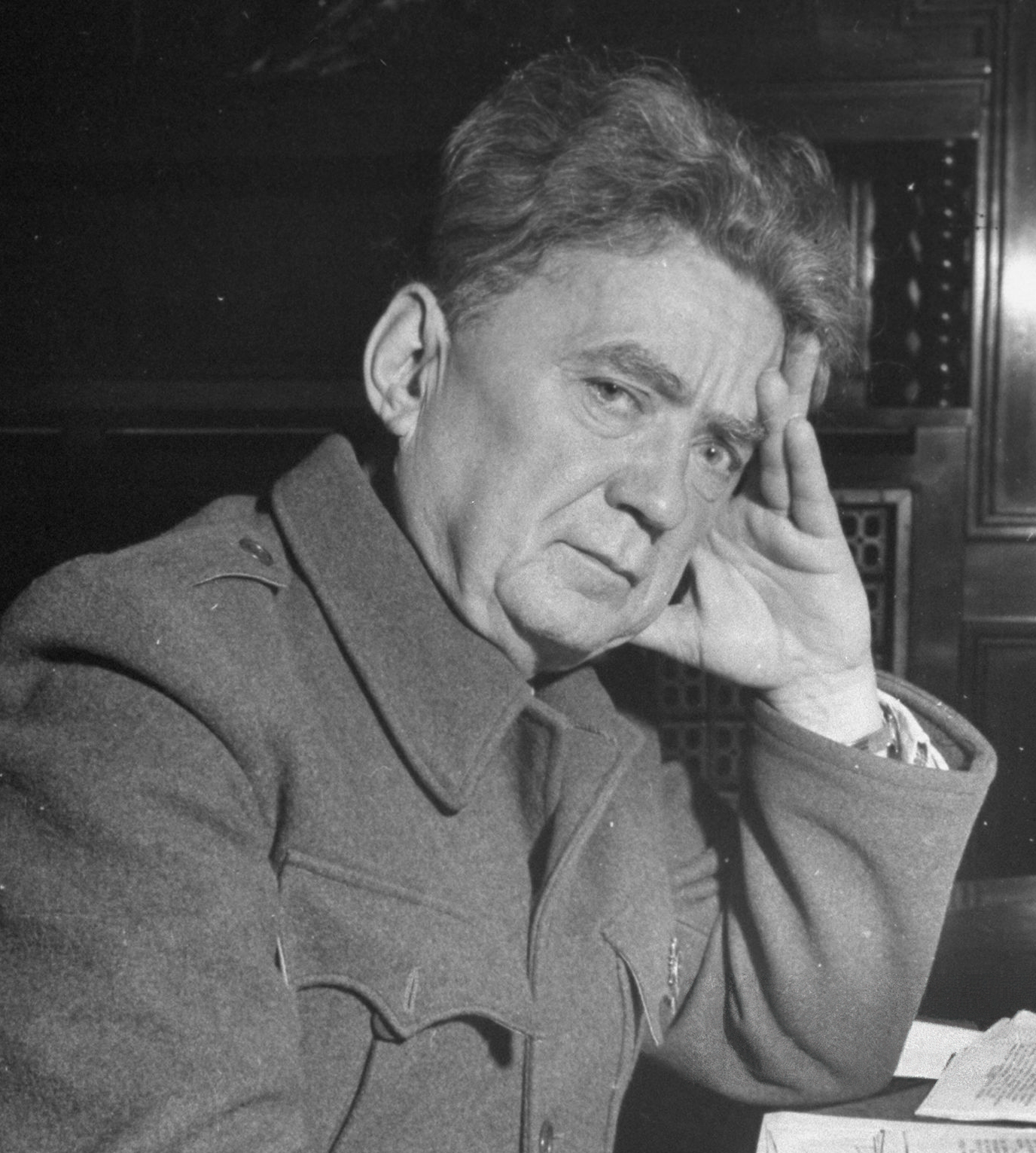
Ivan Ribar (1945)

Ivan Ribar (serbokroatisch-kyrillisch Иван Рибар; * 21. Januar 1881 in Vukmanić, südlich von Karlovac; † 11. Juni 1968 in Zagreb) war ein jugoslawischer Politiker.

## Leben und Wirken

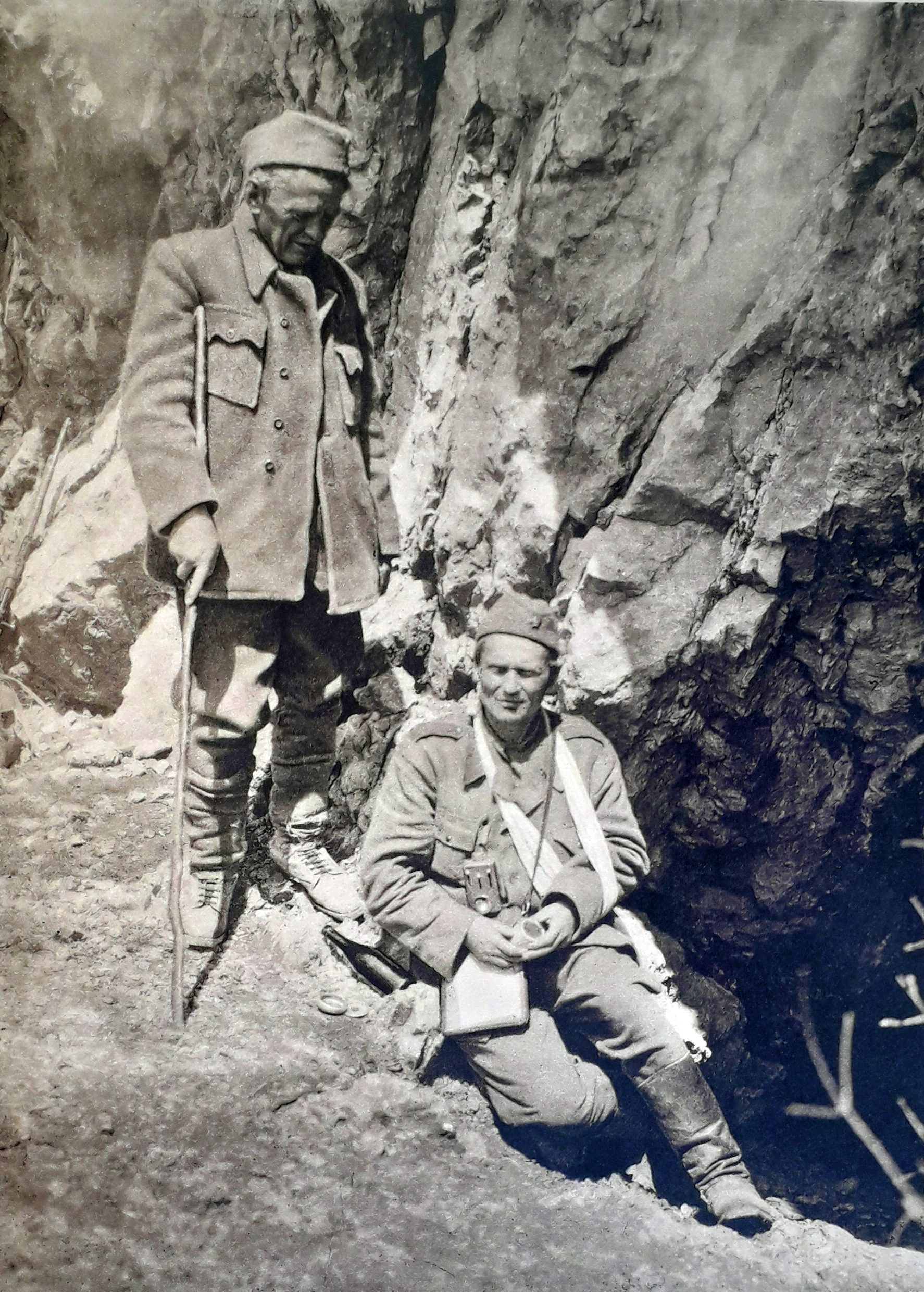
Ivan Ribar (links) mit Tito

Ivan Ribar wurde als Sohn eines Lehrers geboren. Nach dem Besuch des Gymnasiums in Karlovac studierte er an der Universität Zagreb sowie in Wien und Prag Rechtswissenschaften und wurde 1904 in Zagreb zum Dr. jur. promoviert. Er war in Zagreb und Belgrad als Rechtsanwalt tätig. Während des Ersten Weltkriegs wurde er in die Österreich-Ungarische Armee eingezogen.
Bereits als Student war Ribar politisch aktiv. Im Jahr 1913 wurde er als Abgeordneter der Kroatisch-Serbischen Koalition in den Sabor gewählt und kurze Zeit später Mitglied des ungarisch-kroatischen Parlamentes in Budapest. Bis zum Zerfall Österreich-Ungarns im Jahr 1918 blieb er in diesen Positionen. Anschließend wurde er Mitglied des Nationalrats der Slowenen, Kroaten und Serben. Im Jahr 1919 war er Präsident der provisorischen Volksvertretung.
Im Königreich der Serben, Kroaten und Slowenen wurde er 1920 für die Demokratische Partei ins Serbische Parlament gewählt, dessen Präsident er bis 1922 war. Innerhalb der Demokratischen Partei war er ein Vertreter des äußersten linken Flügels. Durch die Königsdiktatur ab 1929 verlor auch Ribar seinen Sitz im Parlament. Nach dem Tod König Alexanders setzte sich Ribar ab 1937 für die Einrichtung einer Volksfront ein, die das Ziel hatte, alle demokratischen Kräfte gegen die näherrückende nationalsozialistische Gefahr zu sammeln, was die Demokratische Partei ablehnte. Ribar wurde nach Fortsetzung seiner Bestrebungen 1938 aus der Partei ausgeschossen.
Ribar schloss sich im Jahr 1941 der jugoslawischen Partisanenbewegung an. Obwohl er selbst kein Kommunist war, wurde er ein enger Mitarbeiter von Josip Broz Tito. Nach Gründung des jugoslawischen Befreiungskomitees und der Einrichtung eines vorläufigen Parlamentes im Jahr 1942 wurde Ribar zum Präsidenten des Volksbefreiungsrates im kommunistisch kontrollierten Partisanengebiet gewählt.
Nach Abzug der deutschen Truppen wurde die Republik ausgerufen und eine neue Verfassung beschlossen. Ribar wurde am 30. November 1945 zum Präsidenten der Verfassunggebenden Versammlung und damit zum Staatsoberhaupt der Sozialistischen Föderativen Republik Jugoslawien gewählt. Dieses Amt bekleidete er bis 1953, da nach einer Verfassungsänderung Tito neues Staatsoberhaupt wurde. Er war hochgeachtet, jedoch ohne politischen Einfluss. Ribar blieb bis zum Ende seines Lebens Mitglied des Serbischen Parlamentes.
Ivan Ribar starb am 2. Februar 1968 nach schwerer Krankheit im Alter von 87 Jahren in Zagreb.

## Privates
Ribars Frau Antonija Ribar wurde während des Zweiten Weltkriegs getötet. Seine beiden Söhne fielen als jugoslawische Partisanen; der jüngere von beiden, Ivo Lola Ribar, war Vorsitzender der kommunistischen Jugendorganisation und wurde posthum zum Nationalhelden erklärt. In zweiter Ehe heiratete Ivan Ribar 1952 die Malerin und Dichterin Cata Dujšin-Ribar (1887–1994).

## Gedenken
Nach Ivan Ribar ist ein Wohngebiet im Belgrader Stadtteil Novi Beograd benannt.